# 57e Primetime Emmy Awards
De 57e Primetime Emmy Awards, waarbij prijzen werden uitgereikt in verschillende categorieën voor de beste Amerikaanse televisieprogramma's die in primetime werden uitgezonden tijdens het televisieseizoen 2004-2005, vond plaats op 18 september 2005 in het 	Shrine Auditorium in Los Angeles, Californië. De ceremonie werd gepresenteerd door Ellen DeGeneres.

## Winnaars en nominaties - televisieprogramma's
(De winnaars staan bovenaan in vet lettertype.)

#### Dramaserie
(Outstanding Drama Series)
- Lost
  - Deadwood
  - Six Feet Under
  - 24
  - The West Wing

#### Komische serie
(Outstanding Comedy Series)
- Everybody Loves Raymond
  - Arrested Development
  - Desperate Housewives
  - Scrubs
  - Will & Grace

#### Miniserie
(Outstanding Mini Series)
- The Lost Prince
  - The 4400
  - Elvis
  - Empire Falls

#### Televisiefilm
(Outstanding Made for Television Movie)
- Warm Springs
  - The Office
  - Lackawanna Blues
  - The Life and Death of Peter Sellers
  - The Wool Cap

#### Varieté-, Muziek- of komische show
(Outstanding Variety, Music or Comedy Series)
- The Daily Show with Jon Stewart
  - Da Ali G Show
  - Late Night with Conan O'Brien
  - Late show with David Letterman
  - Real Time with Bill Maher

#### Reality competitie
(Outstanding Reality-Competition Program)
- The Amazing Race
  - American Idol
  - The Apprentice
  - Project Runway
  - Survivor

## Winnaars en nominaties - acteurs

### Hoofdrollen

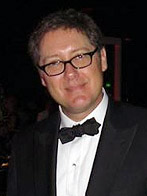
James Spader (Boston Legal), winnaar mannelijke hoofdrol in een dramaserie

#### Mannelijke hoofdrol in een dramaserie
(Outstanding Lead Actor in a Drama Series)
- James Spader als Alan Shore in Boston Legal
  - Hank Azaria als Craig Huffstodt in Huff
  - Hugh Laurie als Gregory House in House
  - Ian McShane als Al Swearengen in Deadwood
  - Kiefer Sutherland als Jack Bauer in 24

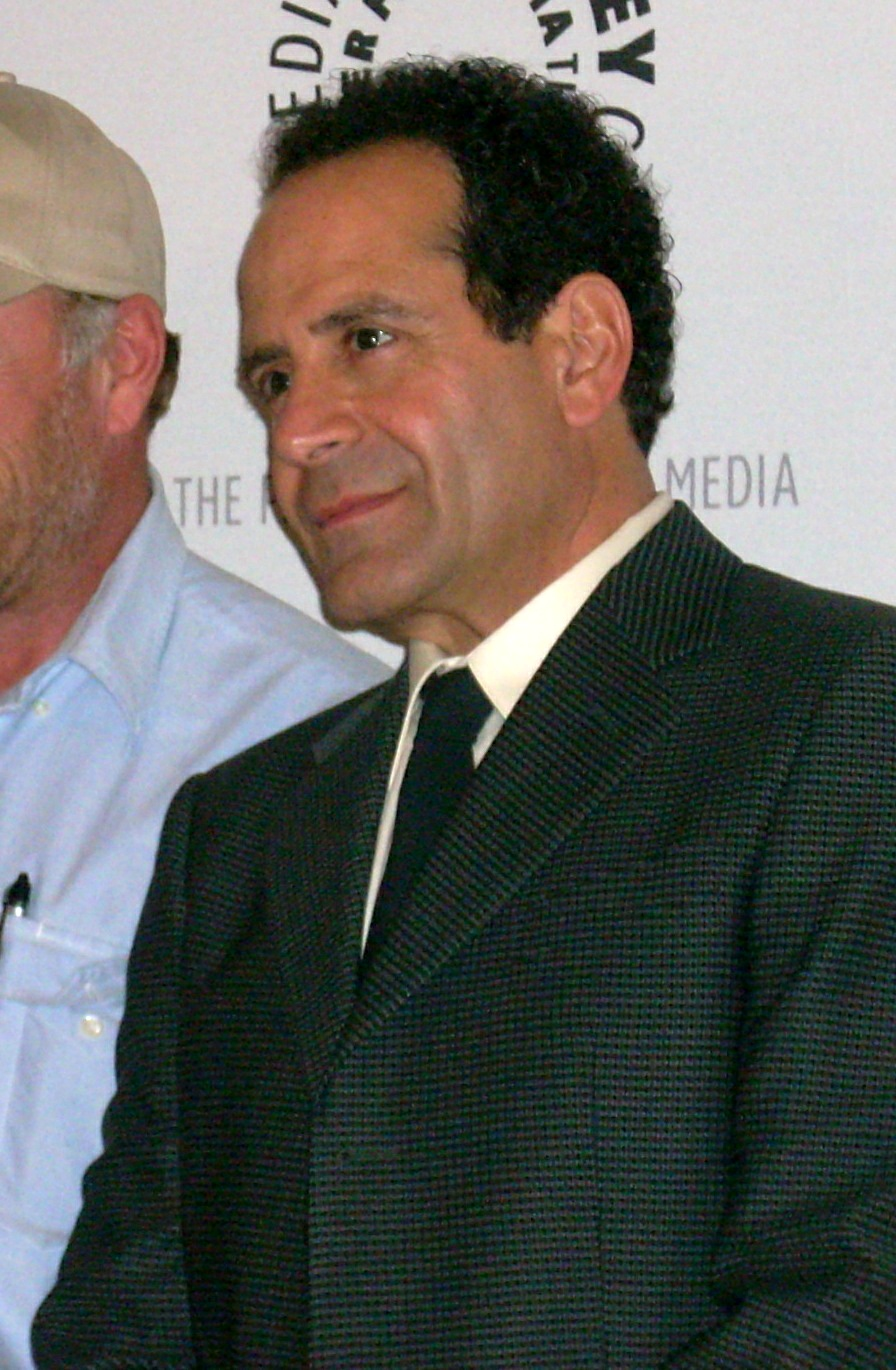
Tony Shalhoub (Monk), winnaar mannelijke hoofdrol in een komische serie

#### Mannelijke hoofdrol in een komische serie
(Outstanding Lead Actor in a Comedy Series)
- Tony Shalhoub als Adrian Monk in Monk
  - Jason Bateman als Michael Bluth in Arrested Development
  - Zach Braff als John "J.D." Dorian in Scrubs
  - Eric McCormack als Will Truman in Will & Grace
  - Ray Romano als Ray Barone in Everybody Loves Raymond

#### Mannelijke hoofdrol in een miniserie of televisiefilm
(Outstanding Lead Actor in a Miniseries or Movie)
- Geoffrey Rush als Peter Sellers in The Life and Death of Peter Sellers
  - Jonathan Rhys-Meyers als Elvis Presley in Elvis
  - Ed Harris als Miles Roby in Empire Falls
  - Kenneth Branagh als Franklin Delano Roosevelt in Warm Springs
  - William H. Macy als Gigot in The Wool Cap

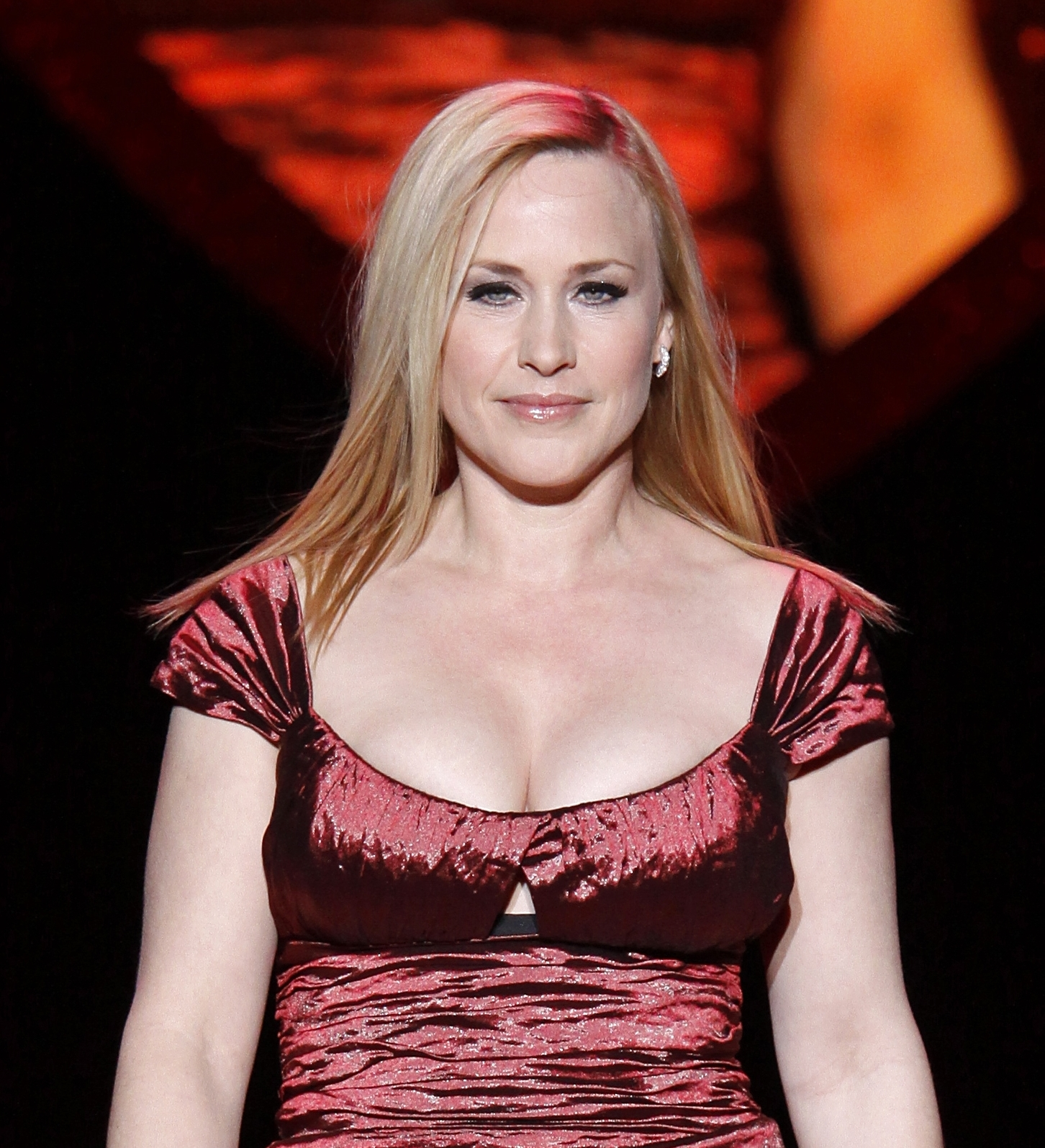
Patricia Arquette (Medium), winnaar vrouwelijke hoofdrol in een dramaserie

#### Vrouwelijke hoofdrol in een dramaserie
(Outstanding Lead Actress in a Drama Series)
- Patricia Arquette als Allison DuBois in Medium
  - Glenn Close als Monica Rawling in The Shield
  - Frances Conroy als Ruth Fisher in Six Feet Under
  - Jennifer Garner als Sydney Bristow in Alias
  - Mariska Hargitay als Olivia Benson in Law & Order: Special Victims Unit

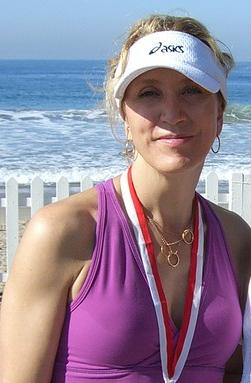
Felicity Huffman (Desperate Housewives), winnaar vrouwelijke hoofdrol in een komische serie

#### Vrouwelijke hoofdrol in een komische serie
(Outstanding Lead Actress in a Comedy Series)
- Felicity Huffman als Lynette Scavo in Desperate Housewives
  - Marcia Cross als Bree Hodge in Desperate Housewives
  - Teri Hatcher als Susan Mayer Delfino in Desperate Housewives
  - Patricia Heaton als Debra Barone in Everybody Loves Raymond
  - Jane Kaczmarek als Lois Wilkerson in Malcolm in the Middle

#### Vrouwelijke hoofdrol in een miniserie of televisiefilm
(Outstanding Lead Actress in a Miniseries or a Movie)
- S. Epatha Merkerson als Rachel Crosby in Lackawanna Blues
  - Blythe Danner als Rebecca Holmes Davitch in Back When We Were Grownups
  - Debra Winger als Dawn Anna Townsend in Dawn Anna
  - Halle Berry als Janie Starks in Their Eyes Were Watching God
  - Cynthia Nixon als Eleanor Roosevelt in Warm Springs

### Bijrollen

#### Mannelijke bijrol in een dramaserie
(Outstanding Supporting Actor in a Drama Series)
- William Shatner als Denny Crane in Boston Legal
  - Alan Alda als Arnold Vinick in The West Wing
  - Naveen Andrews als Sayid Jarrah in Lost
  - Terry O'Quinn als John Locke in Lost
  - Oliver Platt als Russell Tupper in Huff

#### Mannelijke bijrol in een komische serie
(Outstanding Supporting Actor in a Comedy Series)
- Brad Garrett als Robert Barone in Everybody Loves Raymond
  - Peter Boyle als Frank Barone in Everybody Loves Raymond
  - Sean Hayes als Jack McFarland in Will & Grace
  - Jeremy Piven als Ari Gold in Entourage
  - Jeffrey Tambor als George Bluth Sr. in Arrested Development

#### Mannelijke bijrol in een miniserie of televisiefilm
(Outstanding Supporting Actor in a Miniseries or Movie)
- Paul Newman als Max Roby in Empire Falls
  - Randy Quaid als Colonel Tom Parker in Elvis
  - Philip Seymour Hoffman als Charlie Mayne in Empire Falls
  - Brian Dennehy als Vater Dominic Spagnolia in Our Fathers
  - Christopher Plummer als Cardinal Bernard Law in Our Fathers

#### Vrouwelijke bijrol in een dramaserie
(Outstanding Supporting Actress in a Drama Series)
- Blythe Danner als Isabelle Huffstodt in Huff
  - Stockard Channing als Abbey Bartlet in The West Wing
  - Tyne Daly als Maxine Gray in Judging Amy
  - Sandra Oh als Cristina Yang in Grey's Anatomy
  - CCH Pounder als Claudette Wyms in The Shield

#### Vrouwelijke bijrol in een komische serie
(Outstanding Supporting Actress in a Comedy Series)
- Doris Roberts als Marie Barone in Everybody Loves Raymond
  - Conchata Ferrell als Berta in Two and a Half Men
  - Megan Mullally als Karen Walker in Will & Grace
  - Holland Taylor als Evelyn Harper in Two and a Half Men
  - Jessica Walter als Lucille Bluth in Arrested Development

#### Vrouwelijke bijrol in een miniserie of televisiefilm
(Outstanding Supporting Actress in a Miniseries or Movie)
- Jane Alexander als Sara Delano Roosevelt in Warm Springs
  - Camryn Manheim als Gladys Presley in Elvis
  - Joanne Woodward als Francine Whiting in Empire Falls
  - Charlize Theron als Britt Ekland in The Life and Death of Peter Sellers
  - Kathy Bates als Helena Mahoney in Warm Springs

### Gastrollen

#### Mannelijke gastrol in een dramaserie
(Outstanding Guest Actor in a Drama Series)
- Ray Liotta als Charlie Metcalf in ER
  - Red Buttons als Mr. Rubadoux in ER
  - Ossie Davis als Melvin Porter in The L Word
  - Charles Durning als Ernie Yost in NCIS
  - Martin Landau als Frank Malone in Without a Trace

#### Mannelijke gastrol in een komische serie
(Outstanding Guest Actor in a Comedy Series)
- Bobby Cannavale als Vince D'Angelo in Will & Grace
  - Fred Willard als Hank in Everybody Loves Raymond
  - Alec Baldwin als Malcolm in Will & Grace
  - Victor Garber als Peter Bovington in Will & Grace
  - Jeff Goldblum als Scott Woolley in Will & Grace

#### Vrouwelijke gastrol in een dramaserie
(Outstanding Guest Actress in a Drama Series)
- Amanda Plummer als Miranda Cole in Law & Order: Special Victims Unit
  - Swoosie Kurtz als Madeline Sullivan in Huff
  - Cloris Leachman als Aunt Olive in Joan of Arcadia
  - Angela Lansbury als Eleanor Duvall in Law & Order: Special Victims Unit
  - Angela Lansbury als Eleanor Duvall in Law & Order: Trial by Jury
  - Jill Clayburgh als Bobbie Broderick in Nip/Tuck

#### Vrouwelijke gastrol in een komische serie
(Outstanding Guest Actress in a Comedy Series)
- Kathryn Joosten als Karen McCluskey in Desperate Housewives
  - Lupe Ontiveros als Juanita Solis in Desperate Housewives
  - Georgia Engel als Pat in Everybody Loves Raymond
  - Cloris Leachman als Ida in Malcolm in the Middle
  - Blythe Danner als Marilyn Truman in Will & Grace